# Theologische Anthropologie
Die theologische Anthropologie oder christliche Anthropologie als Teilbereich der systematischen Theologie deutet den Menschen aus christlich-theologischer Sicht und beschäftigt sich besonders mit dem Wesen des Menschen und der Bestimmung des Menschen vor Gott. Die theologische Anthropologie geht davon aus, dass die Bücher der Bibel eine Tradition des Nachdenkens über Gott und den Menschen widerspiegeln, und versucht deshalb, aus diesen allgemein gültige Aussagen und Folgerungen abzuleiten.
Ein Bereich ist die Deutung der alttestamentlichen Bezeichnungen wie: basar, nefesch, leb und ruach; Leib, Seele und Geist.
Außerdem will sie biblische und theologiehistorische Deutungen des Menschen, seiner Geschöpflichkeit und Gottebenbildlichkeit liefern, die Frage nach Heiligkeit und Gerechtigkeit, nach der Ursünde („Erbsünde“), der „universalen Sündenverfallenheit“ („Konkupiszenz“)  und der einzelnen Sünden des Menschen klären und schließlich nach der Neugestaltung oder der theologischen Rechtfertigung des Menschen durch Gott oder Jesus Christus und seine Gnade sowie nach dem erlösten und befreiten Menschsein suchen.